# Mühlstein (Wolfterode)
Der Mühlstein bei Wolfterode ist ein Felsen, der aus dem Dolomit des oberen Zechsteins besteht. Er gehört zu einer Reihe von einzeln stehenden Gesteinsformationen, die aus dem Frankershäuser Karstgebiet herausragen und die die Landschaft des östlichen Meißnervorlands prägen. Wegen seiner besonderen geologischen und vegetationskundlichen Bedeutung wurde der Mühlstein im Jahr 1939 als Naturdenkmal ausgewiesen.

## Lage
Die Felsbildung befindet sich im Geo-Naturpark Frau-Holle-Land und erhebt sich am östlichen Ortsrand der Meißnergemeinde Wolfterode im nordhessischen Werra-Meißner-Kreis. In der naturräumlichen Gliederung Deutschlands, die auf der Geographischen Landesaufnahme des Instituts für Landeskunde Bad Godesberg basiert, liegt der Bereich um Wolfterode im Meißnervorland (358.03), einer Teileinheit des Unteren Werraberglands (358) in der Haupteinheitengruppe des Osthessischen Berglands.

## Geologie

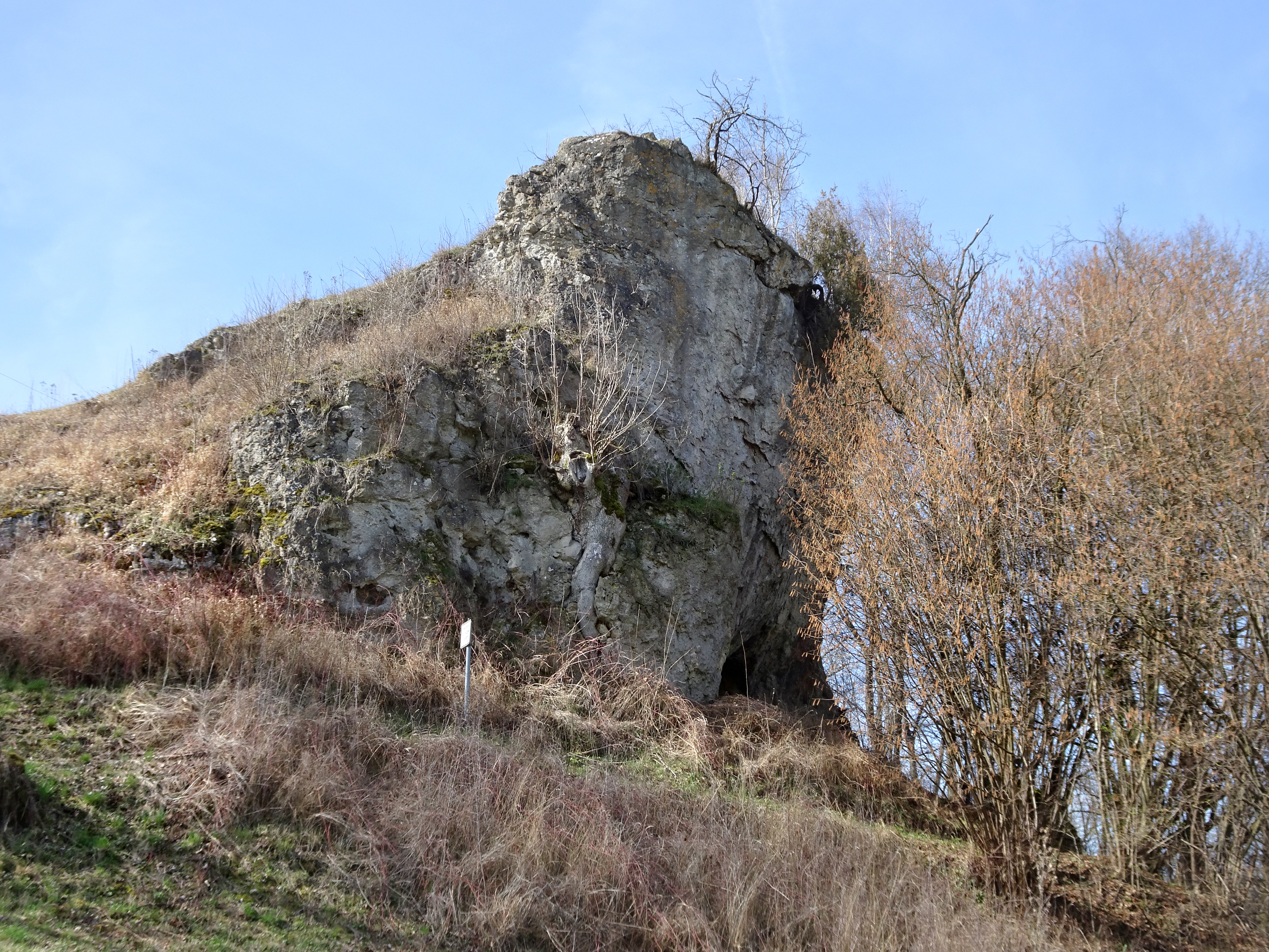
Die Gestalt des Mühlsteins wurde mit einem Frosch verglichen, der seinen Rücken dem Dorf zukehrt und nach Nordosten schaut.

Der Mühlstein, der sich fast zwanzig Meter aus dem Grasland der Umgebung erhebt, steigt von der Dorfseite leicht an und bricht gegen Nordosten in einer Steilwand mit einer Halbhöhle ab. Der untere Teil der rund vierzehn Meter breiten und bis zu sechs Meter tiefen Höhle ragt am weitesten in den Felsen hinein. Von ihrem Boden bis zum Scheitel sind es rund zehn Meter Höhe. Die Entstehung dieser markanten Gesteinsformationen, wie auch des Kleinen und der Große Marsteins bei Frankenhain und des Todsteins bei Abterode, werden als Folge des Absinkens der Zechsteineinheiten unter das Meißnermassiv gedeutet. Diese Felsen bestehen aus zellig-porösem, gelblich-grauen Hauptdolomit des Zechsteins. Ihre Erscheinungsform entstand durch Abtragungs- und Auslaugungsprozesse der sie umgebenden weicheren Gesteine. Ihr löchriges Erscheinungsbild verursachten ausgelaugte Gipsnester innerhalb des Gesteins.
Der Zechstein, ein Kalk- und Dolomitgestein, wurde aus marinen Sedimenten gebildet. Im späten Perm, vor über 250 Millionen Jahren, erstreckte sich im heutigen Mitteleuropa ein flaches Zechsteinmeer, in dem Kalk, Dolomit, Gips, Anhydrit und Salze abgelagert wurden. Die verschiedenen Ablagerungen waren vom Wasserstand des sich immer wieder verändernden Meeres abhängig. Bei höherem Meeresspiegel bildeten sich Kalke und Dolomite. Bei extrem niedrigem Wasserstand und hohen Temperaturen wurden Gips und Salze abgeschieden. Die Dolomite bildeten sich unter anderem durch die Einlagerung von Magnesium in Kalkschlämmen, Verbindungen, die sich in der weiteren Entwicklung zum Hauptdolomit verfestigten.

## Die Sage um den Mühlstein

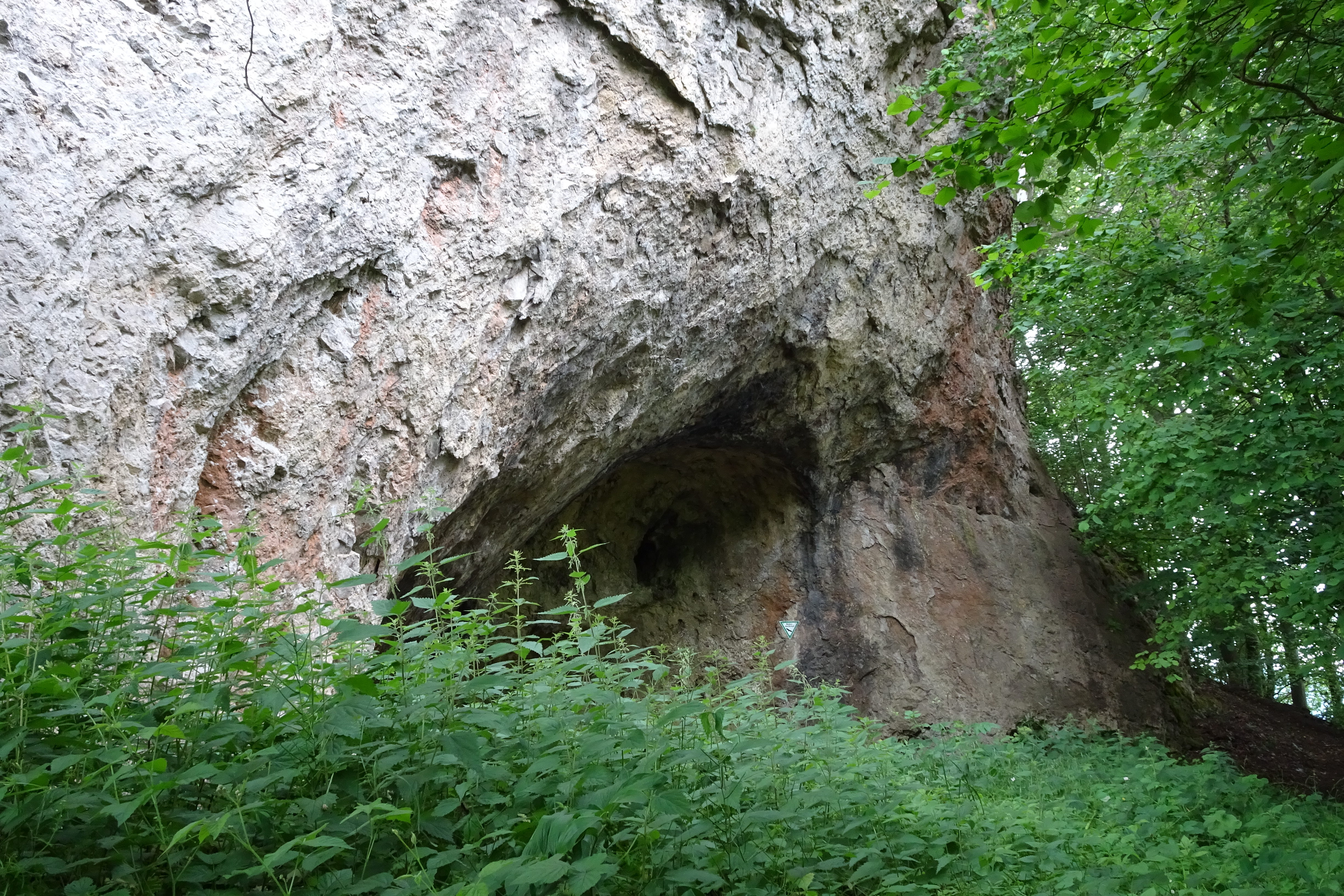
Nach altem Volksglauben ist die Halbhöhle der Daumenabdruck des Teufels, aus geologischer Sicht ein Auslaugungsrelikt.

An den Mühlstein knüpft sich eine Sage aus alter Zeit, in der der Teufel versucht hatte, den Bau einer Kirche zu verhindern, was ihm natürlich nicht gelang: „Als der Teufel einst sah, dass in Wolfterode eine Kirche erbaut werden sollte, wurde er zornig und schleuderte ein gewaltiges Felsstück vom Hohen Meißner hinab, um die Menschen und ihr Werk zu vernichten. Der Stein flog weit über das Ziel hinaus und fiel auf eine Wiese, wo sich alsbald der Mühlenteich bildete. Auch ein zweiter Stein verfehlte die Kirche und landete wie ein Frosch auf einer Wiese nahe der Mühle, weshalb er den Namen Mühlstein bekam. Weil der Stein höhlenartig den Daumenabdruck des Teufels noch erkennen lässt, wird er auch „Teufelsstein“ genannt.“
Der Historiker und Mythenforscher Karl Kollmann betrachtet die Legende um den Mühlstein als eine Erklärungssage, die den Menschen die Frage beantworten soll: Wie ist das alles entstanden? Der in der Sage erwähnte Mühlenteich verlandete schon im 18. Jahrhundert und wurde zu einer Wiese. Die Form der kahlen Kuppe des Mühlsteins hat man mit einem Frosch verglichen, der seinen Rücken dem Dorf zukehrt und nach Nordosten, gegen die aufgehende Sonne in der Zeit der Sommersonnenwende, schaut. Der sanfte Anstieg von der Dorfseite bricht am nordöstlichen Ende steil ab.
In der Gegend rund um den Meißner gibt es zahlreiche auffällige Naturgebilde, mit einer Vielzahl Legenden, Bräuchen und Lokalsagen, die sich um Frau Holle ranken. Für Kollmann ist der Mühlstein kein ausgesprochener und so bezeichneter Ort der Frau Holle, er könnte aber zu den möglichen vorchristlichen Kultstätten im Meißnerland gezählt werden.

## Schutz
Anlässlich der Neuregelung des Naturschutzes, durch das Naturschutzgesetz vom 26. Juni 1935, wurden mit Zustimmung der höheren Naturschutzbehörde 101 Bäume und Baumgruppen im Jahr 1936 in das Naturdenkmalbuch des Kreises Eschwege eingetragen und erhielten damit den Schutz des Reichsnaturschutzgesetzes. Mit Nachtragsverordnungen wurde der Schutz auch auf bemerkenswerte Geotope, wie den Mühlstein, ausgedehnt. Er wurde mit der Nummer 111 im Februar 1939 in der Liste aktenkundig. Der Mühlstein, der in der der Liste der Naturdenkmale des Werra-Meißner-Kreises die Nummer ND 636.133 besitzt, wird als „rechtsverbindlich festgesetzte Einzelschöpfung der Natur“ durch das Bundesnaturschutzgesetz besonders geschützt.

## Besucherhinweis
Zu dem Mühlstein und weiteren Felsformationen im östlichen Meißnervorland führt der Premiumwanderweg P2 Frankershäuser Karst des Geo-Naturparks Frau-Holle-Land. Der als „leicht“ eingestufte und rund zehn Kilometer lange Rundweg besitzt wegen seiner Qualität das Wandersiegel des Deutschen Wanderinstituts. Der Mühlstein ist frei zugänglich und kann umrundet werden. Hier finden Wanderer einen Rastplatz und eine Informationstafel, die die Sage vom Mühlstein erzählt.